# Antonio Cuéllar
Juan Antonio Cuéllar Salazar, es un futbolista mexicano. Jugó para el Club Deportivo Guadalajara de 1958 a 1959.
Empezó a jugar a fútbol a los 10 años en el equipo Autónoma Infantil, después de dos años ingresó al SUTAJ standard donde permaneció otros dos años jugando como ala derecha, centro delantero y ocasionalmente medio derecho. A los 15 años llegó al Club Deportivo Guadalajara en la categoría juvenil intermedia.
Su debut con el primer equipo se dio en el torneo de Copa México de la temporada 1957-58, el partido del debut fue contra el Club Irapuato.

## Clubes
| Club        | País   | Año         |
| ----------- | ------ | ----------- |
| Guadalajara | México | 1958 - 1959 |